# 아나칸토바티스과
아나칸토바티스과(Anacanthobatidae)는 홍어목에 속하는 연골어류과의 하나이다. 인도양과 태평양, 대서양의 수심 200m 미만 깊이에서 발견되는 가오리류이다. 학명은 "~가 없다"(without)라는 의미의 "안"(an-)과 "가시"(thorn)를 의미하는 "아칸타"(acantha)와 "깊다"(deep)라는 의미의 "바티스"(bathys)의 합성어에서 유래했다.

## 하위 속
- 아나칸토바티스속 (Anacanthobatis)
- Indobatis
- Sinobatis